# Francisco Solano López
Francisco Solano López (Buenos Aires, 26 d'octubre de 1928) és un prolífic dibuixant de còmics argentí, conegut principalment per la seva participació en la primera versió de l'obra El Eternauta, que li donà fama internacional. És una figura fonamental del còmic Argenti, l'any 2008 va ser distingit com Personalidad Destacada de la Ciudad Autónoma de Buenos Aires.
Comparteix nom amb l'heroi de la Guerra de la Triple Aliança Francisco Solano López, de qui hi és descendent.